# Сессионный музыкант

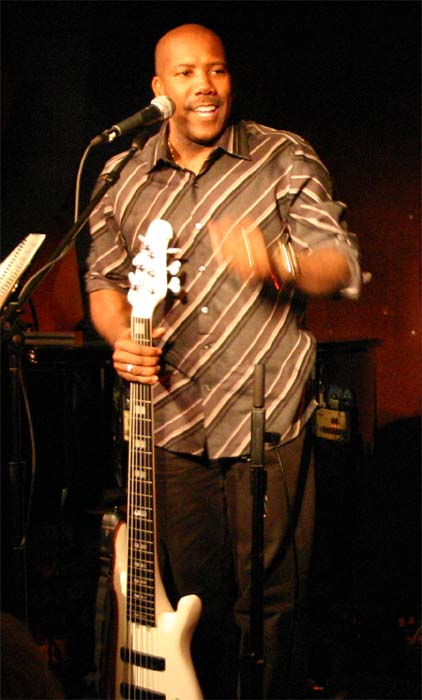
Нэйтен Ист — один из известнейших сессионных бас-гитаристов

Сессионный музыкант (англ. session musician, также студийный музыкант, концертный музыкант) — музыкант, которого нанимают для участия в живом исполнении музыки или записи музыки в студии.
Сессионный музыкант, как правило, не является постоянным членом музыкального коллектива, с которым записывается или выступает, но бывают исключения, когда по договору сессионный музыкант может публично выдаваться за члена коллектива.
Многие сессионные музыканты стали самостоятельными знаменитостями (например, Nathan East) благодаря многолетнему сотрудничеству с именитыми артистами. Сам факт известности играет немаловажную роль в формировании финансовых договоров. Также на гонорар влияет умение инструментального сессионного музыканта исполнять партии бэк-вокала, применять перкуссию и т. д.
Одно из важных для сессионного музыканта качеств — универсальность, поскольку их могут приглашать для работы в различных условиях и жанрах.
Определяющим работу сессионного музыканта является договор (контракт), который имеет юридическую силу и подписывается сторонами (музыкантами или компаниями-лейблами). В договоре определяются все возможные аспекты работы музыканта: технические, логистические, бытовые условия, гарантии, страховки, сроки работы, гонорар и т. д.
В типичные обязанности сессионного музыканта входят: быстрое выучивание музыкального материала при помощи предоставленных нот, табулатур или на слух, сочинение собственных партий при написании аранжировок (на студии); нередким требованием также является умение импровизировать.
В обязанности концертных музыкантов дополнительно входят: соответствие виду и стилистике коллектива, выполнение различных требований при постановке шоу.
Сессионные музыканты используются студиями звукозаписи, чтобы аккомпанировать другим музыкантам в студии для записи музыки для рекламы, кино, телевидения, театральных постановок. Иногда одна и та же группа студийных музыкантов (например, ритм-секция и даже целая группа (например, Toto)) используется неоднократно.
Термины «сессионный музыкант», «студийный музыкант» и «концертный музыкант» в настоящее время являются синонимами, хотя в прошлые десятилетия второй термин чаще применялся к музыкантам, которые постоянно работали в конкретной звукозаписывающей компании, студии звукозаписи или агентстве.